# Jeff Merkley
Jeffrey Alan Merkley, dit Jeff Merkley, né le 24 octobre 1956 à Myrtle Creek (Oregon), est un homme politique américain, membre du Parti démocrate et sénateur de l'Oregon au Sénat des États-Unis depuis 2009.

## Biographie

### Jeunesse
Marié, deux enfants, diplômé d'une maîtrise en politique publique de l'école Woodrow Wilson de l'université de Princeton (1982), Merkley est engagé au bureau du secrétariat à la Défense où il est un analyste sur les questions technologiques et sécuritaires. De retour à Portland dans l'Oregon, il travaille dans le développement de l'habitat social.

### Représentant de l'Oregon
En 1998, il est élu à la Chambre des représentants de l'Oregon pour la circonscription 47, celle de Portland-Est. En 2003, il devient le chef des démocrates de la Chambre des représentants puis à partir de 2006, est élu par se pairs pour en être le président.
En 2003, Merkley vote une résolution de la Chambre des représentants de l'Oregon de soutien à la guerre en Irak, vantant le courage du président George W. Bush, du cabinet présidentiel et des forces armées pour faire tomber le régime de Saddam Hussein et pour défendre la liberté.

### Sénateur des États-Unis
Le 1er août 2007, il annonce sa candidature aux élections sénatoriales de 2008. Bénéficiant de l'appui du Democratic Senatorial Campaign Committee, alors dirigé par Chuck Schumer, il remporte une victoire serrée contre l'avocat et activiste Steve Novick lors de la primaire démocrate du 20 mai 2008. Il affronte donc le sénateur républicain sortant Gordon Smith lors de l'élection générale de novembre et les sondages prédisent une élection serrée dans un État à l'électorat de plus en plus démocrate. Merkley remporte l'élection contre Smith avec 3 points d'avance.
En 2014, il est largement réélu pour un second mandat contre la républicaine Monica Wehby.
En avril 2016, il est le seul sénateur à apporter son soutien à son collègue Bernie Sanders lors des primaires démocrates pour l'élection présidentielle.
Après avoir envisagé de se porter candidat aux primaires démocrates pour l'élection présidentielle de 2020, il annonce le 5 mars 2019 sa décision de plutôt briguer un troisième mandat au Sénat. Après avoir remporté la primaire démocrate du 19 mai 2020 sans opposition, il est réélu lors de l'élection générale du 3 novembre contre la républicaine Jo Rae Perkins, connue pour des prises de positions conspirationnistes.
Le 1er juin 2023, il fait partie des cinq sénateurs démocrates qui s'opposent au Fiscal Responsibility Act of 2023, le projet de loi résultant de l'accord entre Joe Biden et Kevin McCarthy pour mettre fin à la crise du plafond de la dette.

## Historique électoral
| Année | Jeff Merkley | Républicain | Constitutionnaliste | Libertarien | Vert  |
| ----- | ------------ | ----------- | ------------------- | ----------- | ----- |
| Année |              |             |                     |             |       |
| 2008  | 49,1 %       | 45,7 %      | 5,3 %               | 1,9 %       | —     |
| 2014  | 55,7 %       | 36,9 %      | 1,7 %               | 3,1 %       | 2,2 % |
| 2020  | 57, 8 %      | 38, 7 %     | —                   | 1, 7 %      | —     |